# 福光園寺
福光園寺（ふっこうおんじ）は、山梨県笛吹市御坂町大野寺に所在する寺院。真言宗智山派に属し、山号は大野山。本尊は不動明王。

## 概要

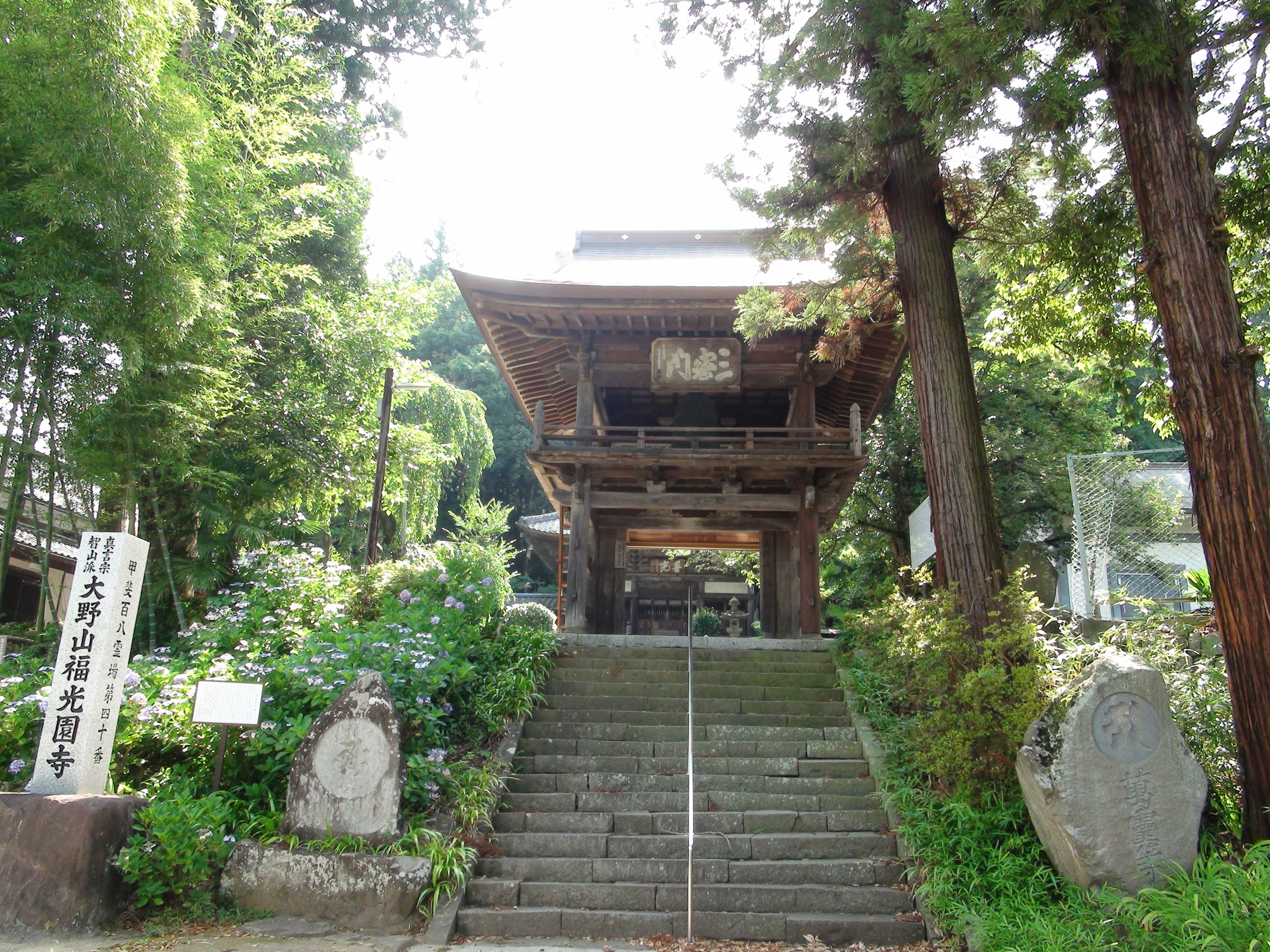
山門（2012年7月撮影）

所在する笛吹市御坂町大野寺は甲府盆地南東端に位置しており、周囲はモモを中心とする果樹園が広がる傾斜地で、南は御坂山地に近接している。
古代には後期国府の所在する八代郡にあたり、近辺には瑜伽寺（笛吹市八代町永井）や九品寺（同市御坂町成田）、智光寺（同市境川町藤垈）など創建が古代に遡る寺院が分布している。
創建時期は不明であるが、古くは駒岳山大野寺と称し、平安時代後期の保元2年（1157年）に大野重包（対馬守）により再興されたといわれ、賢安を中興開山としている。平安時代には10世紀に成立した『聖徳太子伝暦』に記される甲斐の黒駒伝承た伝わる。これは聖徳太子が「黒駒」と呼ばれる馬にまたがり富士山頂に達したとする伝承で、山梨県では富士山周辺や古代官道・甲斐路（御坂路）周辺の寺社などに伝わっている。「甲斐の黒駒」は『日本書紀』雄略天皇13年条、『続日本紀』天平3年（731年）12月21日条に登場し、甲斐国司・田辺史広足が朝廷に神馬を献上したと記されている。福光園寺にはこの甲斐の黒駒に関する伝承が伝わり、裏山は黒駒牧であったという。
現在、9時から17時までの間に拝観ができる。

## 文化財

### 重要文化財（国指定）
- 木造吉祥天及び二天像 - 1983年（昭和58年）6月6日指定

吉祥天像は立像に表すものが多いが、本作は坐像の吉祥天の左右に両脇侍として二天（持国天・多聞天）を配した珍しいものである。木造・彩色。三像とも檜材の寄木造。玉眼嵌入。法量は中尊の吉祥天像が像高108.8センチメートル、持国天像が像高116.8センチメートル、多聞天像が像高118.7センチメートル。
吉祥天像内の墨書銘から、鎌倉時代の寛喜3年（1231年）に中興三世の良賢を勧進、甲斐の在庁官人である三枝氏を檀越、仏師・蓮慶の作と判明する。また、墨書銘にみられる「左衛門尉藤原定隆」を甲斐の国主とする説もある。
『甲斐国志』によれば、福光園寺が大野重包により再興された際には石造の吉祥天像が存在していたが、寛喜2年に三枝某が木造の吉祥天像を制作し、併置したとされ、本三尊像にあたると考えられている。蓮慶は鎌倉前期の慶派仏師で、山梨県内では三枝氏の氏寺である甲州市勝沼町の大善寺に伝来する十二神将像などを制作している。鎌倉期には甲斐源氏の一族による新しい信仰が盛んになる中、古くからの在地勢力による信仰を示す作例として注目されている。